# Modello delle cinque configurazioni organizzative di Mintzberg
Il modello delle cinque configurazioni organizzative è uno schema sviluppato dall'accademico canadese Henry Mintzberg.
Il modello illustra differenti strutture organizzative, determinate da particolari caratteristiche (età, dimensioni, gerarchia, coordinamento) che le rendono esemplari nel loro funzionamento.

## Le configurazioni

Modello concettuale della teoria di Mintzberg sulle configurazioni organizzative.

- Struttura semplice: tipica delle organizzazioni giovani, di piccole dimensioni e con una gerarchia informale che fa uso di supervisione diretta. La struttura semplice gode di un'ampia flessibilità, ma è destinata a formalizzarsi con l'espandersi dell'organizzazione.
- Burocrazia meccanica: il ruolo fondamentale è rivestito da tecnici ("tecnostruttura"), e l'obiettivo è la standardizzazione delle operazioni. La specializzazione è sia verticale che orizzontale. La struttura è stabile e caratterizzata da bassa capacità di adattamento. Struttura tipica di aziende mature ed espanse. La sua dipartimentalizzazione si fonda sulle funzioni operative.
- Burocrazia professionale: come la burocrazia meccanica, è altamente specializzata, ma unicamente in termini orizzontali. L'obiettivo è la standardizzazione delle capacità lavorative, e le dimensioni sono ampie ai piani bassi della struttura. Il livello di formalizzazione è inferiore a quello della burocrazia meccanica, e la divisione in dipartimenti può avvenire sia sulla base della loro funzione operativa, sia per il loro ruolo nel mercato.
- Soluzione divisionale: la struttura di età più avanzata nel modello, tipicamente di vaste dimensioni. La standardizzazione è ambita nei prodotti, che sono caratterizzati da ampia diversificazione. L'organizzazione ha un alto grado di formalizzazione e la sua parte fondamentale è il nodo centrale.
- Adocrazia: dal latino ad hoc, "su misura", "appropriato", l'ultima struttura è caratterizzata da capacità di adattamento. L'organizzazione è sottile a tutti i livelli, è dinamica, e con poca formalizzazione. L'addestramento ricopre una grande importanza.